# Метамагнетик
Метамагнетик — материал, который в слабых магнитных полях обладает свойствами антиферромагнетиков, а в сильных полях (выше критического значения, например напряжённостью выше 5—10 кЭ) — свойствами ферромагнетиков.
Пример метамагнетика — слоистые кристальные соединения типа FeCl2, где слои ионов железа, обладающих магнитным моментом, отделены друг от друга двойным слоем немагнитных ионов хлора. Внутри слоёв между ионами железа действует сильное ферромагнитное обменное взаимодействие, в то время как а соседние магнитные слои связаны антиферромагнитно.
Другие примеры: Бромид железа(II), Иодид железа(II).